# Arco de Adriano

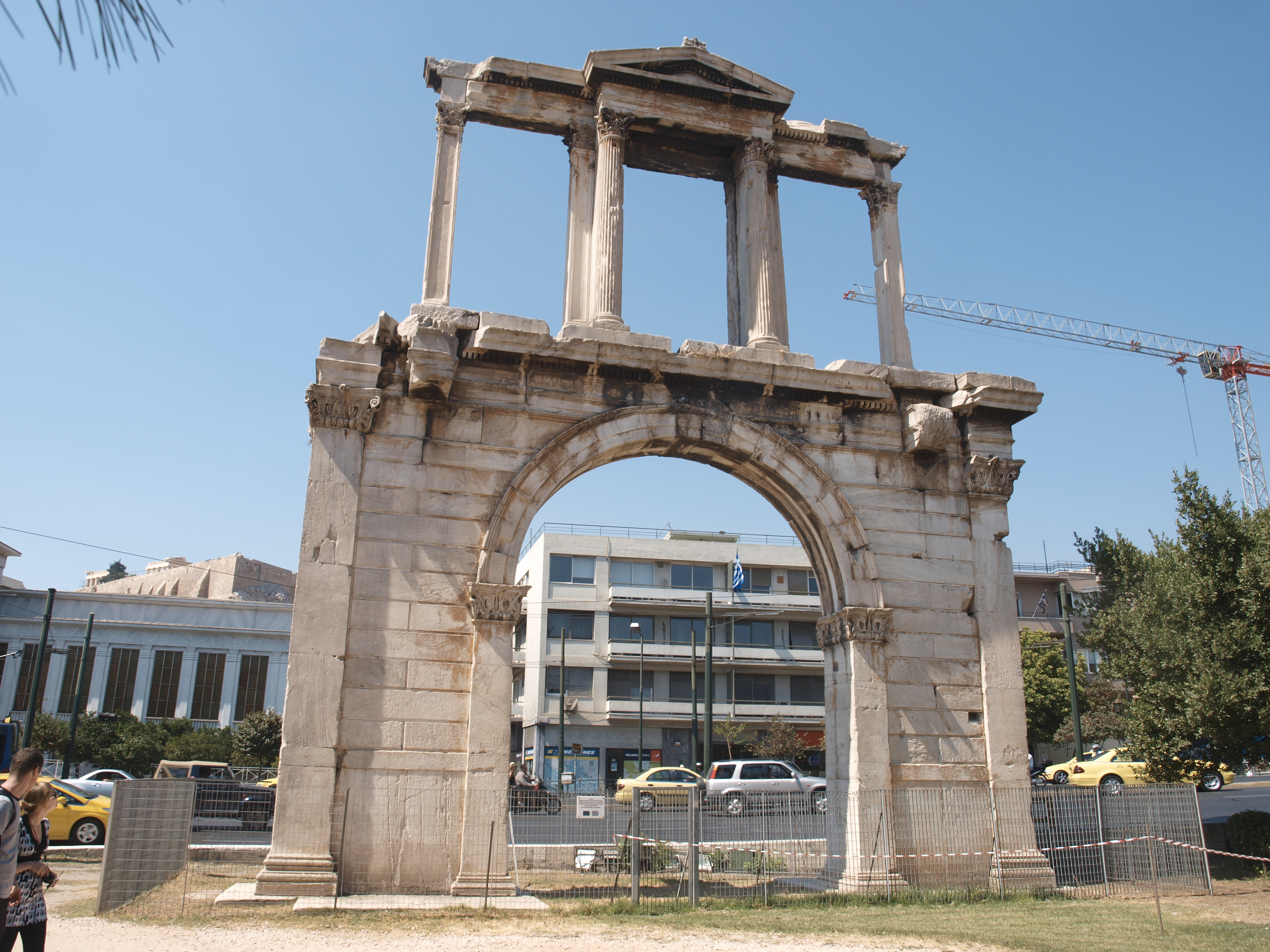
Arco de Adriano

Arco de Adriano (em grego: Αψίδα του Αδριανού; romaniz.: Apsida tou Adrianou) é um portão monumental que se assemelha - em alguns aspectos - um arco triunfal romano. Ele atravessava uma antiga estrada do centro de Atenas, Grécia, até o complexo de estruturas no lado leste da cidade que incluía o Templo de Zeus Olímpico. Foi proposto que o arco foi construído para celebrar o advento (chegada) do imperador romano Adriano e honrá-lo por seus muitos benefícios à cidade, por ocasião da dedicação do complexo do templo por volta dos ano 131 ou 132. Não é certo quem encomendou o arco, embora seja provável que os cidadãos de Atenas ou outro grupo grego fossem responsável pela sua construção e projeto. Havia duas inscrições no arco, voltadas em direções opostas, nomeando tanto Teseu quanto Adriano como fundadores de Atenas. Embora seja claro que as inscrições honram Adriano, é incerto se elas se referem à cidade como um todo ou à cidade em duas partes: uma antiga e outra nova. A ideia inicial, no entanto, de que o arco marcava a linha da antiga muralha da cidade e, portanto, a divisão entre as regiões antiga e nova da cidade, mostrou-se falso em novas escavações. O arco fica a 325 metros a sudeste da Acrópole de Atenas.

## Bibliográficas
- Adams, A. 1989. "The Arch of Hadrian at Athens," in The Greek Renaissance in the Roman Empire, eds. S. Walker and A. Cameron, London, pp. 10–15.
- Graindor, Fredrick E. 1934.  Athenes sous Hadrien. Le Caire: Imprint Nationale.
- Ορλανδος, Α. 1968.  Αι αγιογραπηιαι της εν Αθηναις Πυλης του Αδριανου.  Πλατων 20. 248-255.
- Stuart, J. and Revett, N. 1968.  The Antiquities of Athens. Benjamin Bloom: New York.
- Spawforth, A. J., and Walker, Susan.  1985.  The World of the Panhellenion. I. Athens and Eleusis.  The Journal of Roman Studies, 75, pp. 78–104.
- Spawforth, A. J. 1992.  Review: Hadrians panhellenisches Programm.  The Classical Review, 42, pp. 372–374.
- Travlos, J. 1971. Pictorial Dictionary of Ancient Athens, London, pp. 253–257, figs. 325-329.
- Vanderpool, Eugene.  1970.  Some Attic Inscriptions.  Hesperia, 39, no1 pp. 40–46.
- Willers, Dietrich.  1990.  Hadrians panhellenisches Programm: Archäologische Beiträge zur Neugestaltung Athens durch Hadrian.  Steiner AG: Basel.